# Herb Słucka

Herb Słucka

Herb Słucka – znak heraldyczny symbolizujący miasto Słuck, dawną rezydencję polskich magnatów, a obecnie na terenie Białorusi. Herb przedstawia na barokowej tarczy w polu błękitnym na zielonym wzgórzu srebrnego Pegaza z czerwonym popręgiem ze złotym monogramem "RD" pod koroną książęcą.
Monogram "RD" oznacza - "Radzivill Dux" (Książę Radziwiłł) – jest to nawiązanie do dawnych właścicieli miasta.
Herb w obecnej wersji  zatwierdzony został 18 czerwca 1996 roku.